# メディチ家

メディチ家の古い紋章

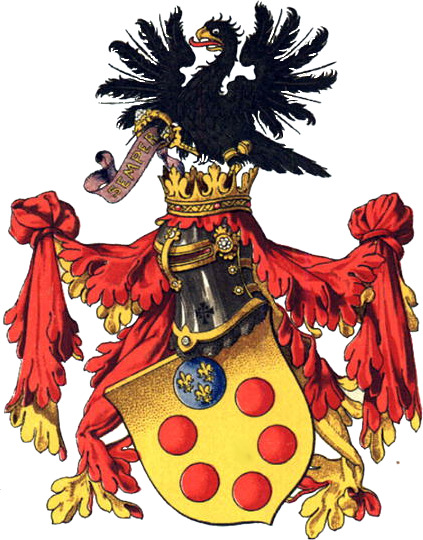
メディチ家の大紋章

メディチ家（メディチけ、イタリア語: Casa de' Medici）は、ルネサンス期のイタリア・フィレンツェにおいて銀行家、政治家として台頭、フィレンツェの実質的な支配者（僭主）として君臨し、後にトスカーナ大公国の君主となった一族である。
その財力でボッティチェリ、レオナルド・ダ・ヴィンチ、ミケランジェロ、ヴァザーリ、ブロンツィーノ、アッローリなどの多数の芸術家をパトロンとして支援し、ルネサンスの文化を育てる上で大きな役割を果たしたことでも知られている。歴代の当主たちが集めた美術品などはウフィツィ美術館などに残され、また、ピッティ宮殿などのメディチ家を称える建造物も多数フィレンツェに残された。これらは、メディチ家の直系で最後の女性アンナ・マリア・ルイーザの遺言により、メディチ家の栄華を現代にまで伝えている。一族のマリー・ド・メディシスはブルボン朝の起源となった。

## メディチ家の歴史

### メディチ家の起源
「メディチ」は「医師」という意味で、先祖は薬種問屋か医師であったのではないかとされており、13世紀のフィレンツェ政府の評議会議員の記録に既にメディチの名前が残されているが、それ以前の経歴や一族の出自に付いてはあまり明らかにされていない。美術研究家の高階秀爾は著書で、メディチ家が元々はムジェッロ出身の農民であり、耕地を売り払って街に出たと推測している。メディチの紋章（金地に数個の赤い球を配する）の由来については、2つの説がある。ひとつは、「メディチ」（Medici）の家名そのものが示すように、彼らの祖先は医師（単数medico／複数medici）ないし薬種商であり、赤い球は丸薬、あるいは吸い玉（血を吸いだすために用いる丸いガラス玉）を表しているという説である。もうひとつは、メディチ家をフィレンツェ随一の大富豪にした当の職業、すなわち銀行業（両替商）にちなんで、貨幣、あるいは両替商の秤の分銅を表しているという説である。銀行業を始める前は、薬品の一種で、欧州の工業で大きな位置を占めていた毛織物産業において媒染剤として重用されたミョウバンを商って栄えていた。いずれにしろ、一族に多いコジモの名は、医師と薬剤師の守護聖人、聖コスマスに由来している。
14世紀には銀行家として台頭し、フィレンツェ共和国政府にもメンバーを送りこむまでになった。1378年の下層労働者と新興商人が結んだチョンピの乱では、メディチ一族のサルヴェストロが活躍するが、反対派のアルビッツィ家らに巻き返されて失敗する。サルヴェストロの名は、永くフィレンツェ市民の記憶に残ったというが、一族の勢力は衰えた。そうした中で後のメディチ一族の基礎を作ったのはヴィエーリ・ディ・カンビオ（1323年 - 1395年）である。ヴィエーリはローマ教皇庁にもつながりを持って、銀行業で成功した。

### 銀行家としての成功

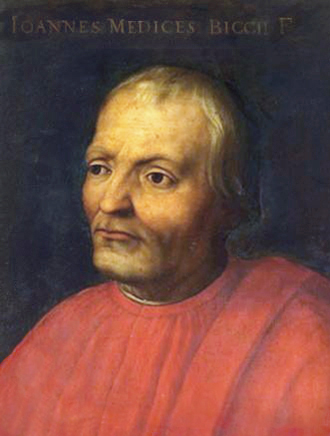
ジョヴァンニ・ディ・ビッチ

メディチ家は、ジョヴァンニ・ディ・ビッチ（1360年 - 1429年）の代に銀行業で大きな成功を収める。メディチ銀行はローマやヴェネツィアへ支店網を広げ、1410年にはローマ教皇庁会計院の財務管理者となり、教皇庁の金融業務で優位な立場を得て、莫大な収益を手にすることに成功した。これは教会大分裂（シスマ）の続くキリスト教界の対立に介入し、バルダッサッレ・コッサなる醜聞に包まれた人物を支援し、対立教皇ヨハネス23世として即位させた賜物であった。1422年、ローマ教皇マルティヌス5世はモンテ・ヴェルデの伯爵位を授けようとしたが、ジョヴァンニは政治的な配慮から辞退し、一市民の立場に留まった。

### メディチ家とフィレンツェの黄金時代

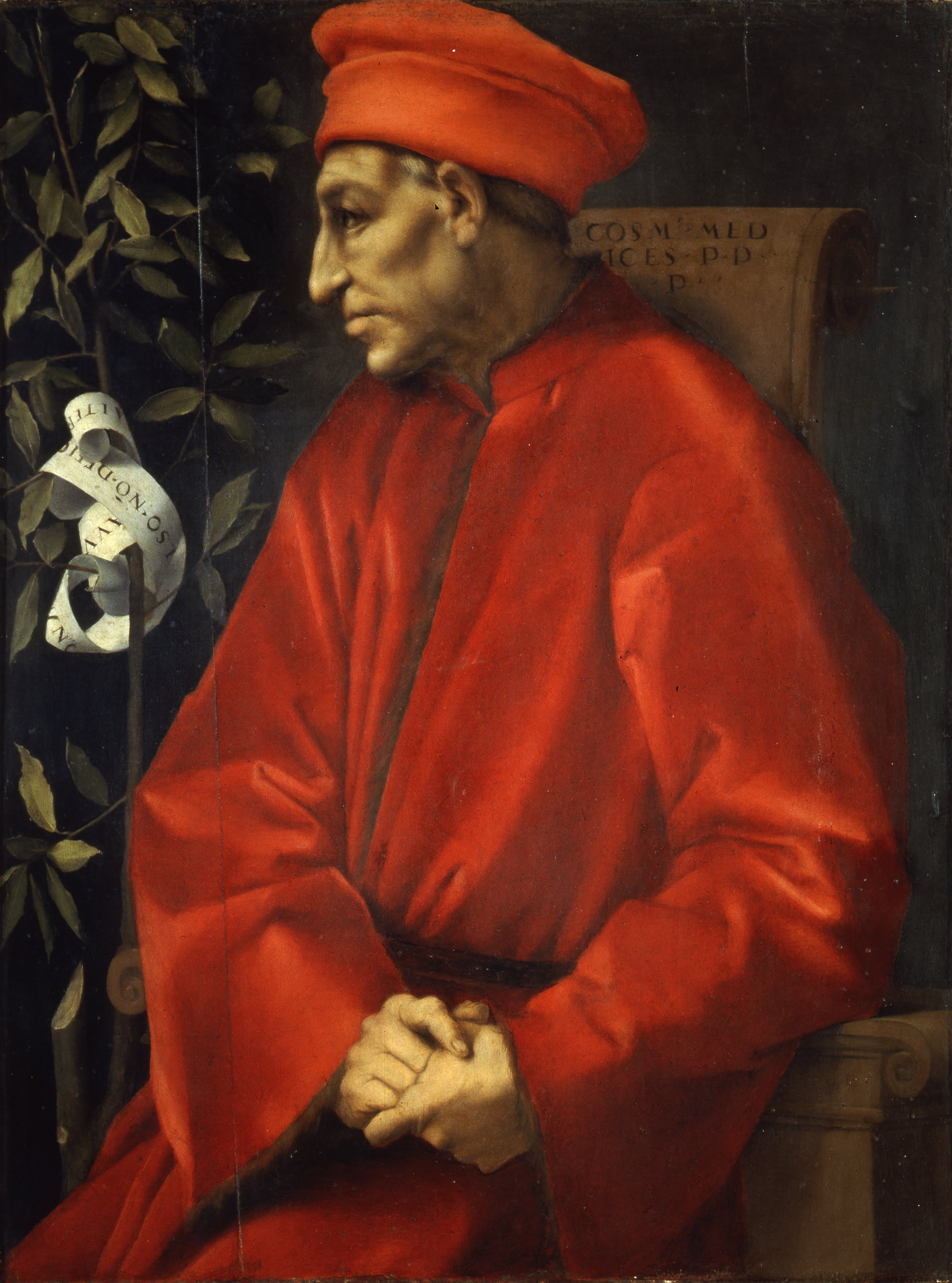
コジモ・デ・メディチ

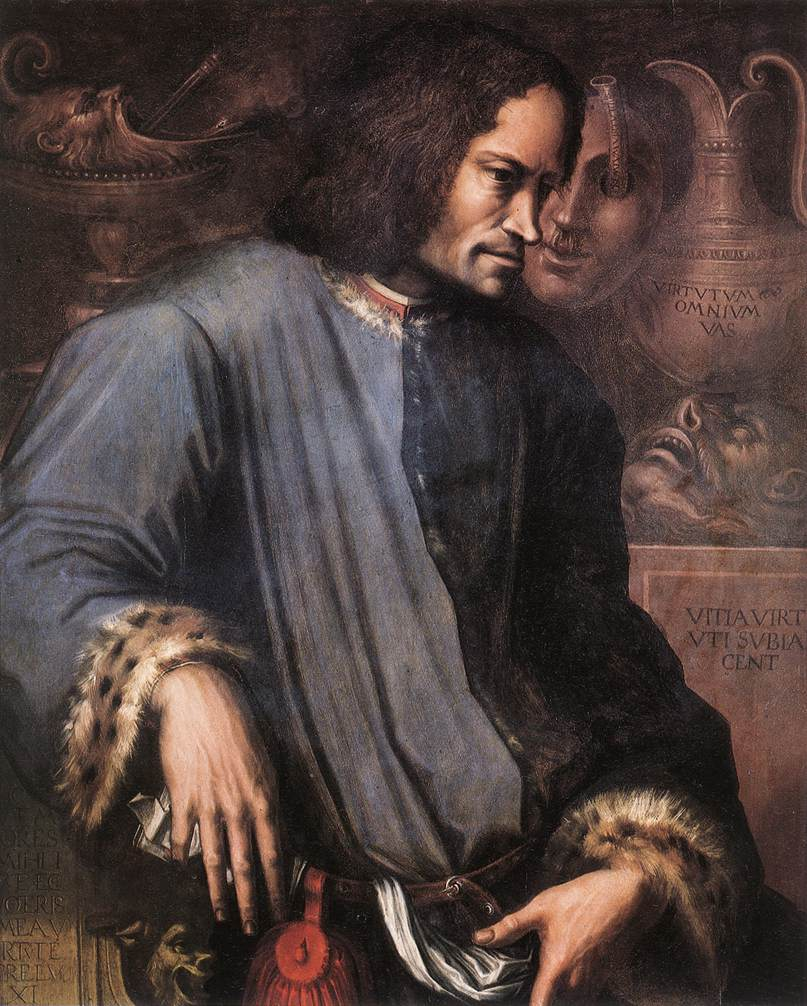
ロレンツォ・デ・メディチ

ジョヴァンニの息子コジモ（1389年 - 1464年、コジモ・イル・ヴェッキオ）は政敵によって一時追放されるが、1434年にフィレンツェに帰還し、政府の実権を握る（1434年から一時期を除き、1737年までのメディチ家の支配体制の基礎が確立する）。自らの派閥が常に多数を占めるように公職選挙制度を操作し、事実上の支配者（シニョリーア）としてフィレンツェ共和国を統治した。家業の銀行業も隆盛を極め、支店網はイタリア各地の他、ロンドン・ジュネーヴ・アヴィニョン・ブルッヘなどへ拡大した。メディチ家はイタリアだけでなくヨーロッパでも有数の大富豪となった。
その子であるピエロ（1416年 - 1469年）は、ピエロ・イル・ゴットーゾ（痛風病みの）と呼ばれ、病弱であったが、反メディチ派を抑え込み、メディチ家の黄金時代を維持させることに成功した。一方でパトロンとしては独自の才覚を発揮し、アルベルティ、ドナテッロ、フィリッポ・リッピ、ベノッツォ・ゴッツォリなどが活躍した。ボッティチェリもピエロの代に輩出するのである。
コジモの孫のロレンツォ（1449年 - 1492年）は優れた政治・外交能力を持っていた。イタリア各国の利害を調整する立場として大きな影響力を振るい、信頼を得ていた。パッツィ家の陰謀への対処に見られるように反対派には容赦無い弾圧を加える一方で、一般市民には気前良く振舞い、またボッティチェリ、ミケランジェロなど多数の芸術家を保護するパトロンとしても知られている。ロレンツォの時代はフィレンツェの最盛期でもあり、「偉大なるロレンツォ」（ロレンツォ・イル・マニーフィコ）と呼ばれた。しかし、銀行経営の内実は巨額の赤字であり、曾祖父ジョヴァンニと祖父が築き上げたメディチ銀行は破綻寸前の状態であった。また、共和国の公金にも手を付けていたといわれる。ロレンツォの不正は、メディチ家のフィレンツェの支配者としての意識の変質を物語るものとなる。

### フィレンツェ追放と君主化

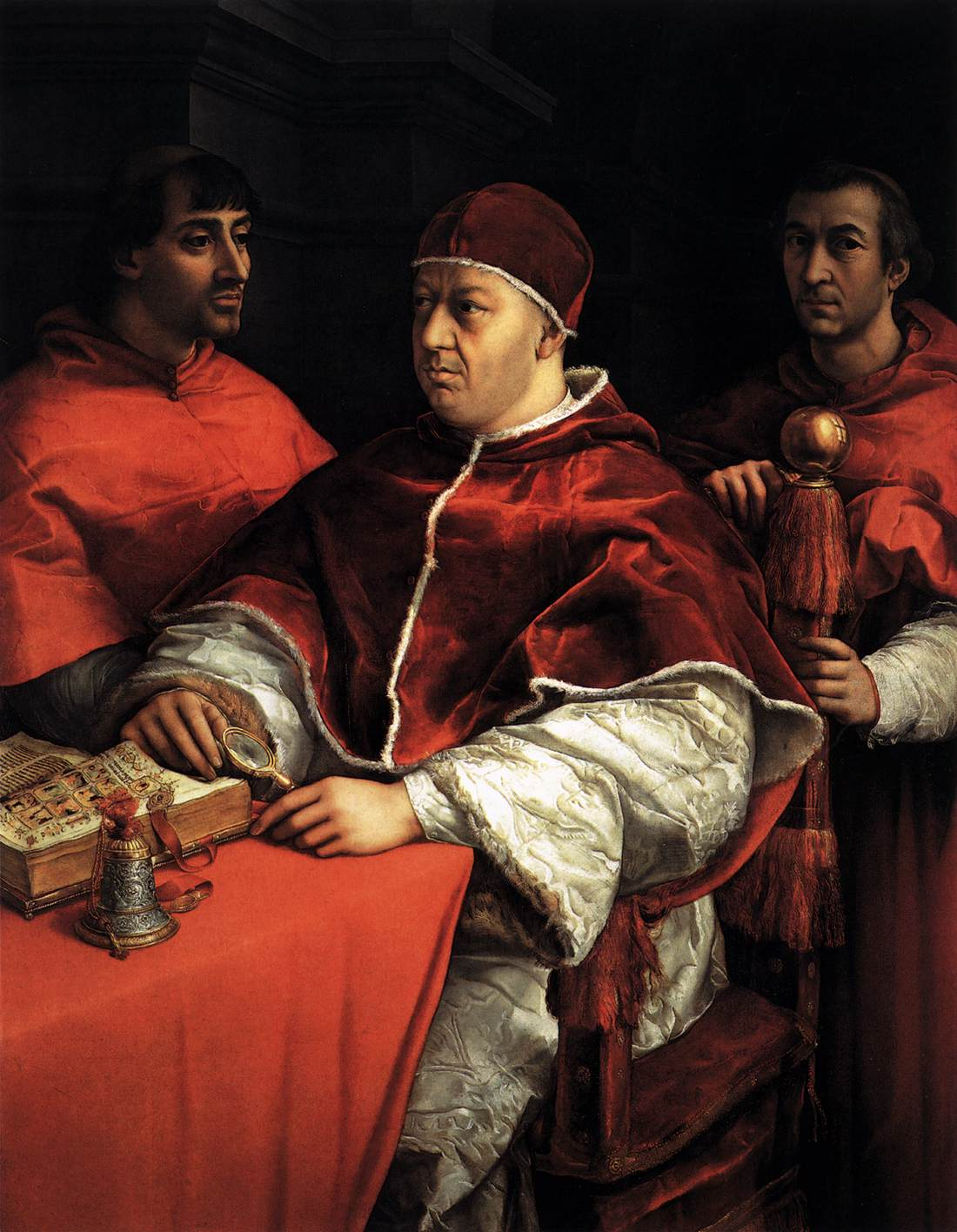
ジョヴァンニ・デ・メディチ（教皇レオ10世）

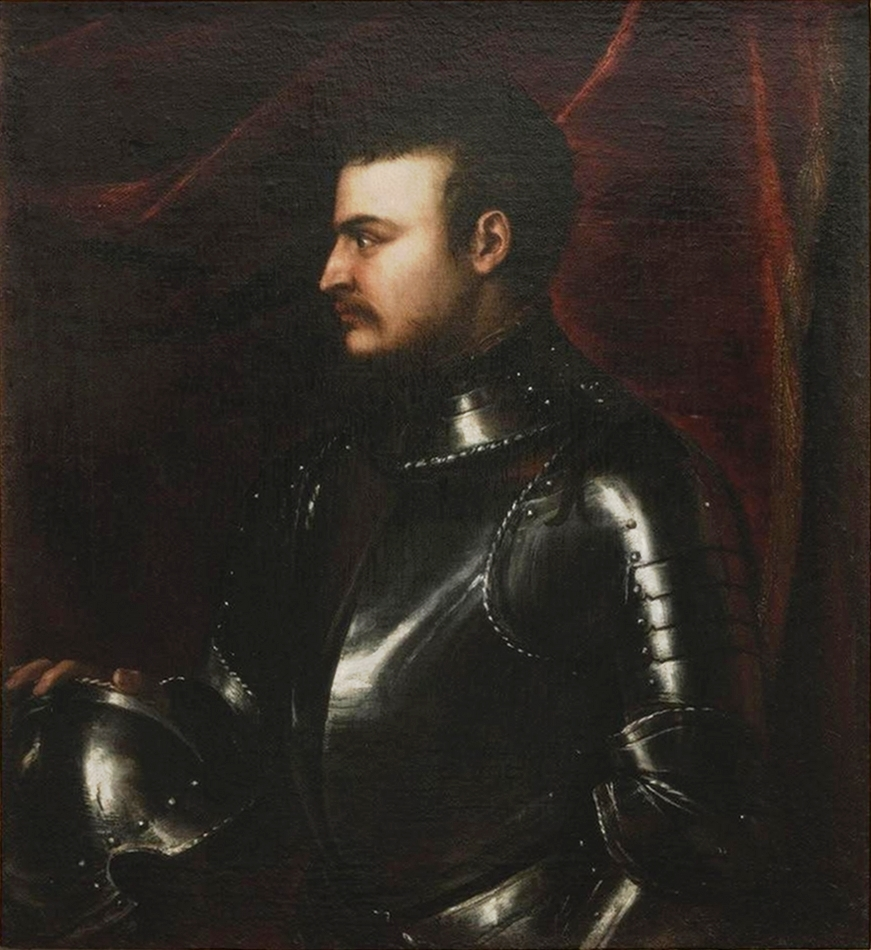
ジョヴァンニ・デッレ・バンデ・ネーレ

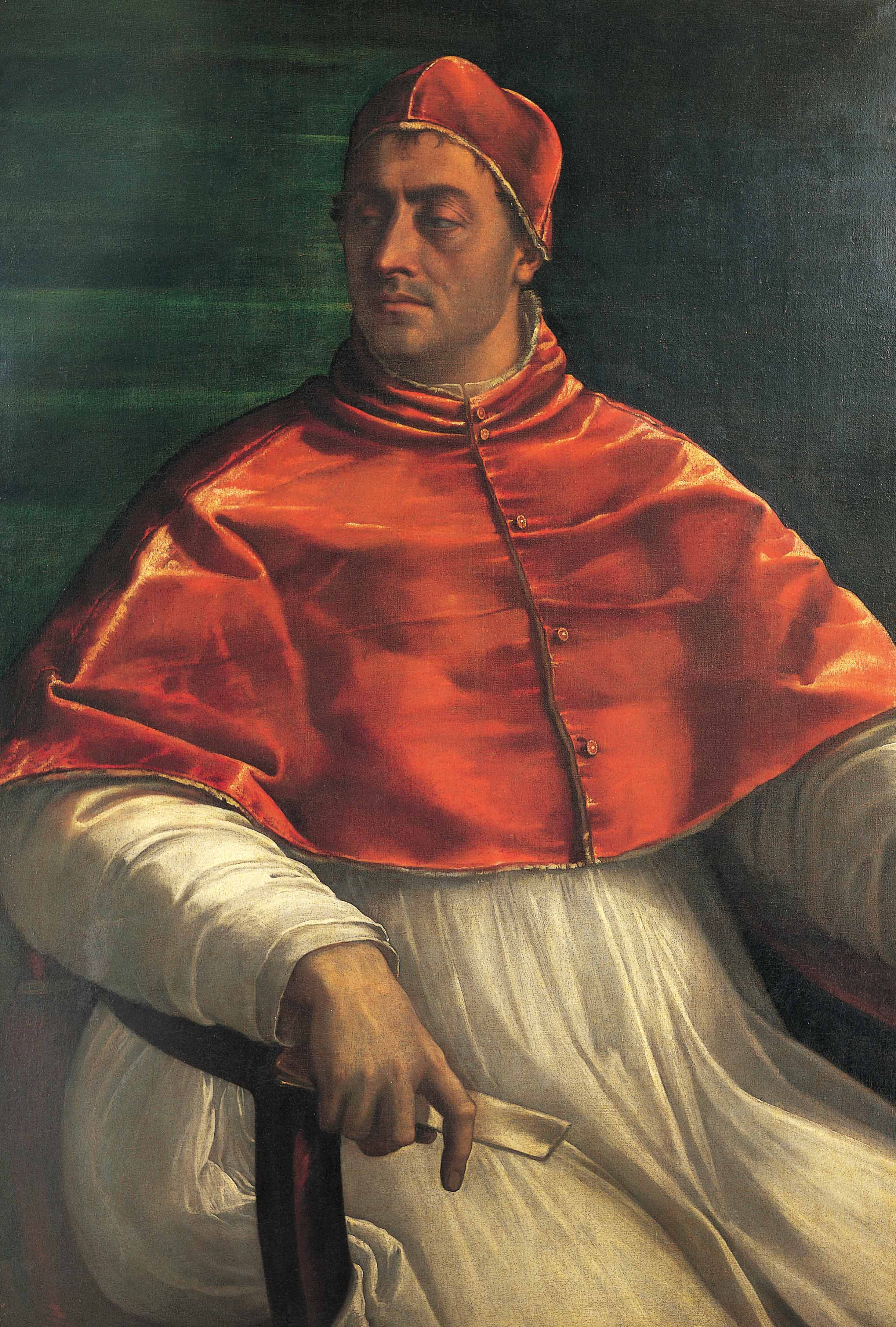
ジュリオ・デ・メディチ（教皇クレメンス7世）

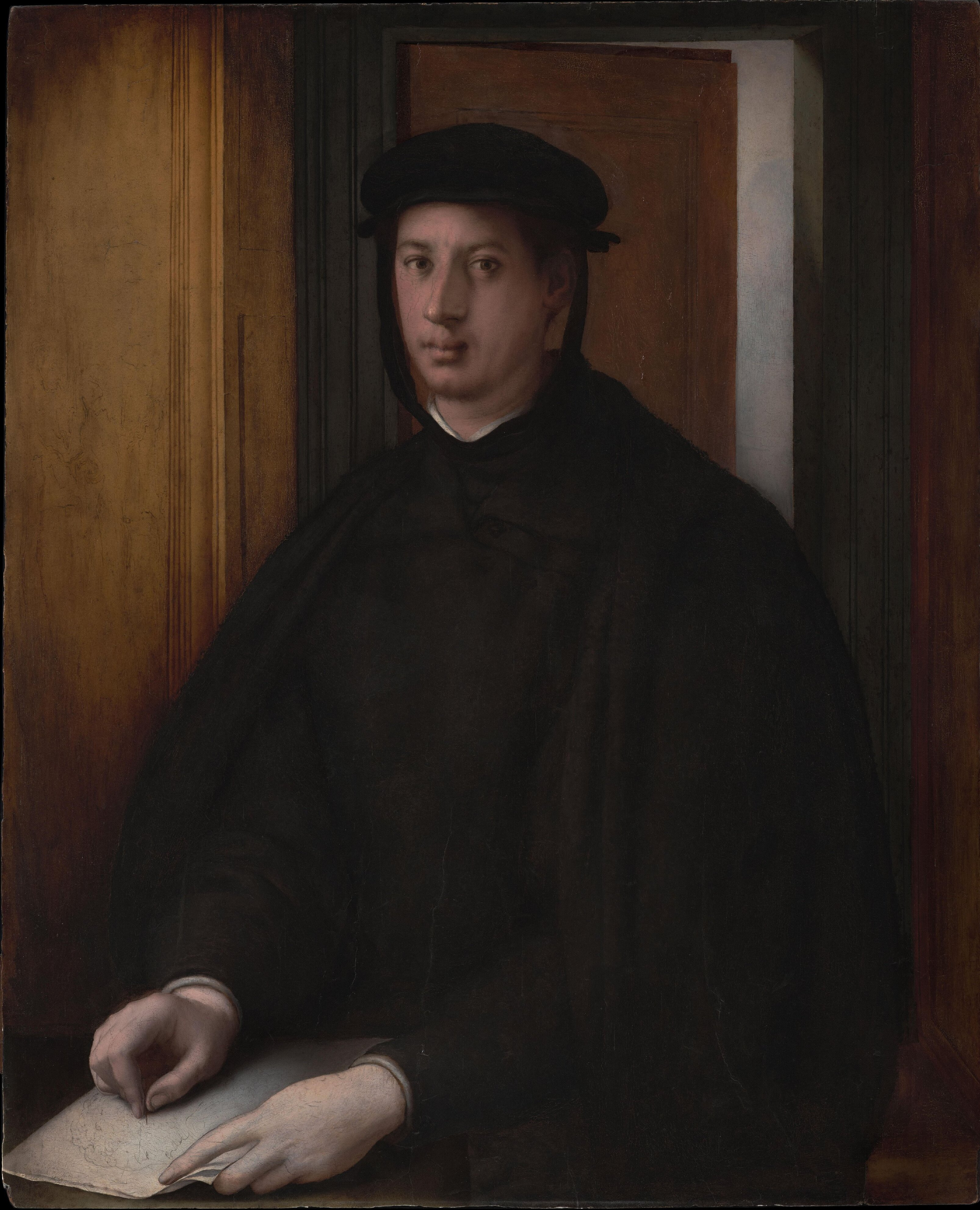
アレッサンドロ・デ・メディチ

ロレンツォが43歳で病死し、長男のピエロが家督を継ぐが、1494年のシャルル8世率いるフランス軍の侵攻に対する対処を誤り（第一次イタリア戦争）、市民の怒りを買った。メディチ家はフィレンツェを追放され、メディチ銀行も破綻した。この失態からピエロは、ピエロ・イル・ファトゥオ（愚昧なピエロ）というあだ名で呼ばれることになった。その後ピエロはチェーザレ・ボルジアの軍と共に行動していたが、1503年に溺死した。このため、ピエロ・ロ・スフォルトゥナート（不運なピエロ）とも呼ばれる。
ピエロの死により、メディチ家の当主は弟のジョヴァンニ枢機卿（ロレンツォの次男）に継承された。1512年、ジョヴァンニを筆頭にしたメディチ家は、ハプスブルク家の援助を得てスペイン軍と共にフィレンツェに復帰し、その支配を再確立した。1513年、ジョヴァンニは教皇レオ10世として即位し（在位：1513年 - 1521年）、メディチ家はフィレンツェとローマ教皇領を支配する門閥となった。レオ10世は芸術を愛好し、ローマを中心にルネサンスの文化の最盛期をもたらしたが、多額の浪費を続けて教皇庁の財政逼迫を招き、サン・ピエトロ大聖堂建設のためとして大がかりな贖宥状（いわゆる免罪符）の販売を認めたことで、1517年のマルティン・ルターによる宗教改革運動のきっかけを作った。1516年にレオ10世がウルビーノ公フランチェスコ・マリーア1世・デッラ・ローヴェレを破門したことからウルビーノ戦争が勃発したが、レオ10世が抜擢したジョヴァンニ・デッレ・バンデ・ネーレ（後の黒隊長ジョヴァンニ）に鎮圧された。
レオ10世は1521年に死去するが、2年後、従弟のジュリオ枢機卿が教皇クレメンス7世（在位：1523年 - 1534年）として即位する。クレメンス7世は当時の複雑な政治状況の中、フランスと同盟を結んだことで、1527年に神聖ローマ皇帝兼スペイン王カール5世の報復を受け、ローマ略奪の大惨事を招く。同時にメディチ家も再度フィレンツェを追放されるが、1530年にはクレメンス7世と皇帝カール5世が和解したため、メディチ家はフィレンツェに帰還、復権する。1532年、クレメンス7世の息子（庶子）アレッサンドロがフィレンツェ公となり、メディチ家はついに正式な君主となった。
1533年にクレメンス7世は、フランス王フランソワ1世と縁組をまとめ、カトリーヌ・ド・メディシスと後のアンリ2世が結婚した。カトリーヌは10人の子を産んだものの、ユグノー戦争の末にヴァロワ朝は断絶。アンリ4世がメディチ家のマリー・ド・メディシスとブルボン朝の血統をつくった。ルイ13世、ルイ14世、ルイ (グラン・ドーファン)、ルイ16世の4人がハプスブルク家と政略結婚している。

### トスカーナ大公国

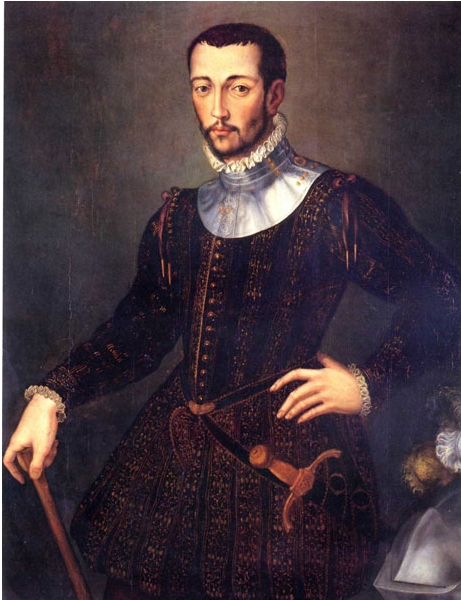
フランチェスコ1世・デ・メディチ

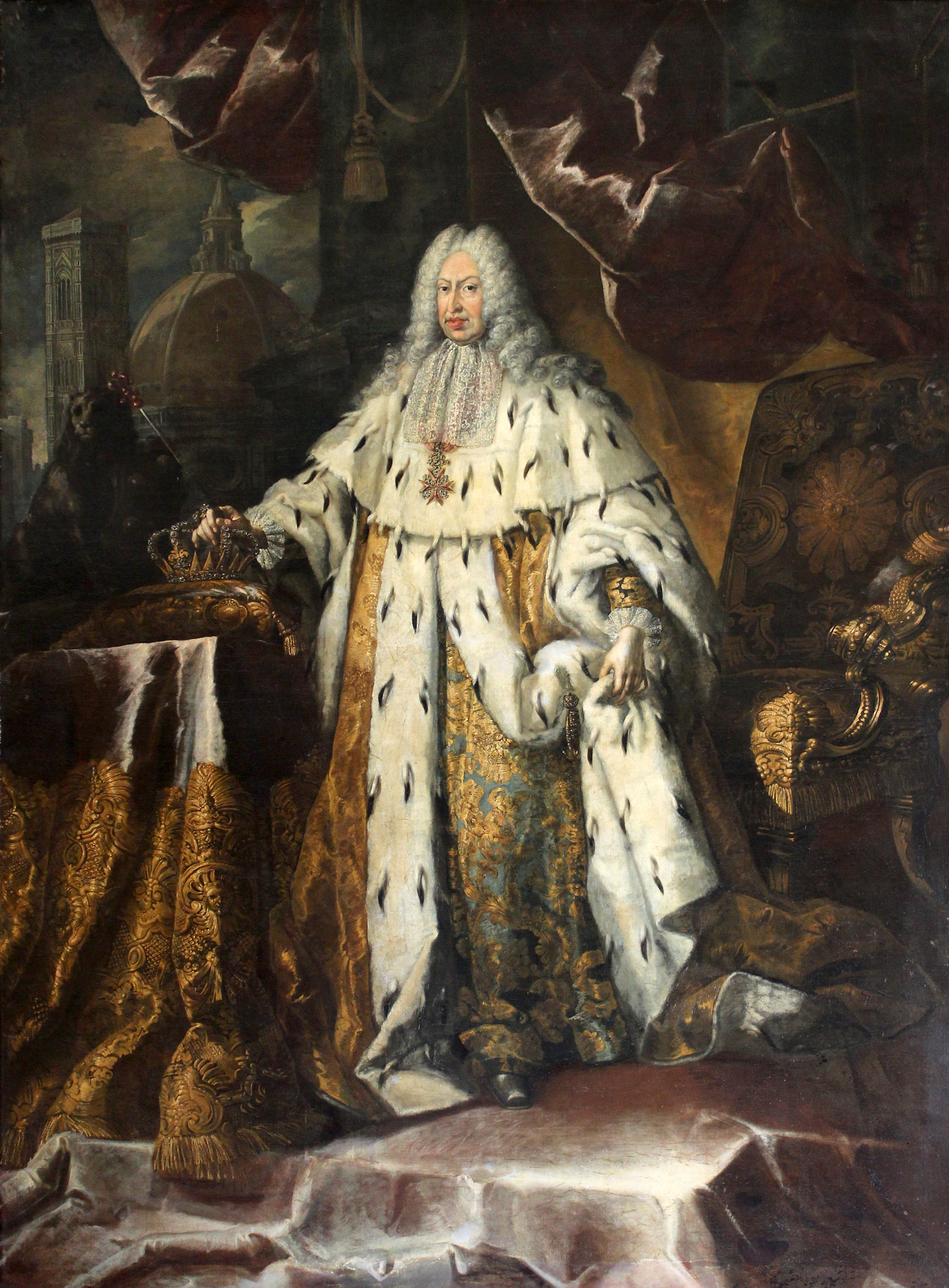
ジャン・ガストーネ・デ・メディチ大公

フィレンツェ公アレッサンドロが1537年に暗殺されてコジモ・イル・ヴェッキオ以来の家系が断絶した後、傍系のコジモ1世が公位を継承し、1569年にはトスカーナ大公となった。コジモ1世は専制君主としてトスカーナ大公国を支配し、またフィレンツェを豪華な宮殿やモニュメントで飾り立て、現在見られるようなフィレンツェの景観を作り出した。コジモ1世の死後は子孫が代々トスカーナ大公位を継承したが、大航海時代や宗教改革の影響でイタリア自体の西欧での地位が低下した。
フランチェスコ1世（在位：1574年 - 1587年）は、娘マリー・ド・メディシスをフランス国王アンリ4世の2番目の王妃に据えることに成功し、マリーは息子ルイ13世を生んだ。幼年のルイ13世が即位するとマリーは、アンリ4世の結んだ対ハプスブルク家政略結婚の政治方針をことごとく破棄し、リシュリューを支援者として登用しようとした。成人したルイ13世は、マリーをブロワ城へ幽閉したが、1618年に三十年戦争が勃発すると、1619年にマリーは脱出して反乱したが鎮圧された。講和条約ヴェストファーレン条約が結ばれ、ヴェストファーレン体制における列強にメディチ家の名前はもはやなかった。三十年戦争からイングランドへ帰国したチャールズ1世は増税を行なってイングランド内戦を誘発し、オリヴァー・クロムウェルが台頭する。フランス・スペイン戦争が継続され、フランスとクロムウェルの派遣したイングランド共和国の連合軍は砂丘の戦いに勝利し、1659年のピレネー条約を締結した。マリーの2人の孫、ルイ14世とマリー・テレーズ・ドートリッシュが結婚し、スペインは50万エスクードを持参金としてフランスに支払った。こうしてスペインは没落し、フランスの覇権が始まった。
一方、トスカーナ大公国は、フェルディナンド1世（在位：1587年 - 1609年）を最後にしてイタリアの一小国になった。教皇位もレオ11世が1605年に即位したが、1年もたたずに急死、以降メディチ家は教皇に任命されなかった。
1737年、第7代トスカーナ大公ジャン・ガストーネが後継者を残さずに死亡した。トスカーナ大公位は、ロレーヌ家のフランツ・シュテファン（神聖ローマ皇帝フランツ1世）が継承した。こうして、西ヨーロッパにその名を馳せたメディチ家は断絶した。なお、メディチ家の本家がフィレンツェを治める以前に分かれた家系メディチ・ディ・オッタイアーノ家が、女系でも本家と近縁関係にあったことからトスカーナ大公位を求めて運動したが、叶わなかった。この家系は、現在も血脈を保っている。

## 著名なメディチ家の人物
教皇3人、フィレンツェ公2人、トスカーナ大公7人、フランス母后2人等を輩出している。
- ジョヴァンニ・ディ・ビッチ（Giovanni di Bicci de' Medici、1360年 - 1429年）、メディチ銀行総裁、政治家。メディチ家における政治家一家の祖。
- コジモ・デ・メディチ（イル・ヴェッキオ）（Cosimo de' Medici detto il Vecchio、1389年 - 1464年）、フィレンツェにおけるメディチ支配を確立した（1434年 - 1464年）。
- ロレンツォ・デ・メディチ（イル・マニフィコ）（Lorenzo de' Medici detto il Magnifico、1449年 - 1492年）、フィレンツェ・ルネサンスの黄金時代を築いた（1469年 - 1492年）。
- ローマ教皇レオ10世、ジョヴァンニ・デ・メディチ（Giovanni de' Medici、1475年 - 1521年、在位：1513年 - 1521年）。教皇庁で多大な浪費を行い、宗教改革の原因ともなった。
- ローマ教皇クレメンス7世、ジュリオ・デ・メディチ（Giulio de' Medici、1478年 - 1534年、在位：1523年 - 1534年）。ローマ略奪を招き、ハプスブルク家に屈服するも、フィレンツェ公国を建国する（1532年、後のトスカーナ大公国）。
- 黒隊長ジョヴァンニ（Giovanni delle Bande Nere、1498年 - 1526年）。庶流の出であったが、傭兵軍団を率いて「黒隊長」として恐れられる。28歳で戦死。コジモ1世の父。
- コジモ1世（Cosimo I de' Medici、1519年 - 1574年）、1537年、第2代フィレンツェ公、1569年、初代トスカーナ大公になる。ジョルジョ・ヴァザーリ、ブロンズィーノらを宮廷画家として迎える。また、ミケランジェロの葬儀（1564年）を行った。
- カテリーナ・デ・メディチ（Caterina de' Medici、1519年 - 1589年）、母はフランス人。フランス・ヴァロワ朝の王アンリ2世妃。3人の子（フランソワ2世、シャルル9世、アンリ3世）を次々と王とし、摂政、母后として30年にわたりフランスを影から操った。
- マリア・デ・メディチ（Maria de' Medici、1575年 - 1642年）、ブルボン朝の王アンリ4世妃。ルイ13世の母。
- フェルディナンド1世（Ferdinando I de' Medici、1549年 - 1609年）、第3代トスカーナ大公（1588年 - 1609年）。積極的なパトロネージを展開し、自らを含めた3つの結婚祝典を通して、トスカーナ大公国の最後の絶頂期を演出した。
- ローマ教皇レオ11世、アレッサンドロ・オッタヴィアーノ・デ・メディチ（Alessandro Ottaviano de' Medici、1535年 - 1605年、在位：1605年）。フェルディナンド1世の助力で教皇に選出されるも急死。メディチ家最後の教皇となった。
- フェルディナンド・デ・メディチ（Ferdinando de Medici、1663年 - 1713年）、第6代トスカーナ大公コジモ3世の長男、大公子。積極的なパトロネージを展開し、「トスカーナの偉大なる光明（グラン・ルーメ）」としてイタリア中に名声を広めた。しかし晩年は梅毒にかかり、父に先立って死去し、大公位を継承することができなかった。

## フィクションへの反映
アレクサンドル・デュマ・ペールの小説『モンテ・クリスト伯』の中に出てくる「スパダ家」は、メディチ家ではないかと推測される。モンテ・クリスト伯が作中で得た財産はスパダ家の隠し財宝であるが、スパダ家がイタリアの豪商であること、枢機卿を輩出していること、断絶していることなどが一致する。なお、『モンテ・クリスト伯』が書かれたのは1844年から、冒頭部分は1815年から始まる。
ただし、ローマに実際にスパダ家が存在しており、17世紀に枢機卿も出していること、資産も多く、その絵画コレクションと邸宅は現在もスパーダ美術館（ローマのカンポ・デ・フィオーリ付近）として残っていることを考えると、あえて『モンテ・クリスト伯』の中に出てくる「スパダ家」をメディチ家と推測することには疑問もある。
2016年から2019年にかけて、イタリア放送協会制作でテレビドラマ『メディチ』が制作・放送された。